# 제2군단지원사령부
제2군단지원사령부(2nd Corps Support Command (2nd COSCOM))는 미국 육군의 군단 지원사령부 중의 하나였다. 냉전 동안 독일에서 제7(VII)군단을 지원하였고, 걸프 전쟁을 끝으로 제7군단과 함께 해산하였다.

## 역사
제2지원여단은 1965년 6월 24일에 제7군 지원사령부에 배속된 3개 지원여단 중 하나로서 제6병참단과 제51병기단이 병합되어 편성되었다. 미국 유럽 육군의 2개 주력 군단 중에서 제7군단에 직접지원하는 임무를 수행하였다. 여단을 편성하는 일원이 되었던 제51병기단은 그 해 8월에 정비대대 (직접 지원)로 재지정되고 콜먼 막사로 이사하였다.
1969년 3월 1일, 해산한 제7군 지원사령부에서 벗어나 제7(VII)군단의 지원사령부로 재편성되고 6월에 가동됨에 따라, 여단원들은 기존의 여단 패치 대신 제7(VII)군단 패치를 착용하였다. 제7군단 지원사령부는 제1, 71, 87, 303정비대대, 95보급근무대대, 4수송대대, 101병기대대, 인사행정대대, 특수병력대대, 제6930민간노무단으로 편성되었다. 이듬해 1970년 1월 28일에 독일로 보내어진 제116병기분견대가 사령부에 추가로 전속하였다. 그리고 그 해 10월 24일부터 30일까지 실행된 커튼 체크 연습(Exercise Certain Check)에 제35, 95보급근무대대, 제87,303정비대대, 제6930민간노무단이 참가하였다.
1973년 1월 15일, 군단 직속 지원사령부 편제에서 벗어나 분리된 제2군단지원사령부(COSCOM)로 재편성되었다. 사령부 본부를 지원하기 위한 특수병력대대가 구상되어 Nellingen에서 편성되었다.
1990년, 제7군단의 군단 전력으로서 걸프 전쟁에서 사막 방패 작전과 사막 폭풍 작전에 참가하였다. 전쟁이 끝난뒤, 군단과 함께 1992년 독일로 복귀하고 해산하였다.

## 전투 서열

### 제2지원여단: 1967년 6월 30일
- 제2지원여단, 본부 및 본부중대 - 하나우 Hutier 막사
- 제155통신소대 (여단지원) - 하나우 Hutier 막사
- 제574부관중대 (인사근무)(B형) - 하나우 Hutier 막사
- 제39재무반 (Disb-Acctng) - 하나우 파이오니어 막사
- 제21병기분견대 (폭발물 해제) - 기센 Support Cen
- 제275화학분견대 (연구 Mbl) - 하나우 파이오니어 막사
- 제308전투지원대대, 본부 및 본부중대 (S&S)(직접지원) - 기센 Support Cen
  - A 중대 - 기센 Support Cen
  - B 중대 - Höchst 맥네어 막사
  - C 중대 - 푸랑크푸르트 깁스 막사
- 제19전투지원대대 (정비)(직접지원)
  - A 중대 - 기센 펜들턴 막사
  - B 중대 - 비스바덴	캠프 Pieri
  - C 중대 - 훌다 다운스 막사
- 제85전투지원대대, 본부 및 본부중대 (정비)(직접지원) - 하나우 파이오니어 막사
  - A 중대 - 하나우 파이오니어 막사
  - B 중대 - Aschaffenburg Fioir 막사
  - C 중대 - 하나우 파이오니어 막사
- 제8전투지원대대, 본부 및 본부분견대 (정비)(종합 지원) - 하나우 Grossauheim 막사
  - 제30수송중대 (항공기 직접 지원) - 하나우 Fliegerhorst 막사
  - 제42수송중대 (항공기 직접 지원) - 하나우 Fliegerhorst 막사
  - 제881전투지원중대 (경장비 정비) - 하나우 Hesse-Homburg 막사
  - 제88전투지원중대 (중장비 정비) - 하나우 파이오니어 막사
  - 제507전투지원중대 (중장비 정비) - 하나우 Grossauheim 막사
  - 제543전투지원중대 (중장비 정비) - 하나우 Pioneer 막사
  - 제296전투지원중대 (Collection, Classification & Salvage) - 하나우 Hutier 막사
  - 제172병기중대 (유도탄)(직접지원) - 훌다 다운스 막사
- 제14전투지원대대, HHC (근무지원) (전방) - 하나우 파이오니어 막사
  - 제24전투지원중대 (야전 근무)(전방) - Bab	Babenhausen 막사
  - 제626전투지원중대 (교체 파츠)(전방) - 하나우 파이오니어 막사
  - 제18전투지원중대 (종합 지원)(종합 지원) - 다름슈타드 루드윅 막사
  - 제621전투지원중대 (종합지원)(종합 지원) - 하나우 Hutier 막사
  - 제622전투지원중대 (Hvy Mat Sup) - 하나우 파이오니어 막사

### 제2지원사령부

#### 1976년 6월 1일
- 제2지원사령부, 본부 및 본부중대 - Nellingen Nellingen 막사
- 제16전투지원부대 (ADP)(B형) - Nellingen Nellingen 막사
- 제29수송중대 (항공기)(직접지원) - Echterdingen Echterdingen AAF
- 제48수송중대 (항공기)(종합 지원) - 괴핑겐 Cooke 막사
- 제229수송중대 (이동통제) - Nellingen Nellingen 막사
- 제472통신중대 (Med HQ Op) - Nellingen Nellingen 막사
- 제527수송중대 (차량) - Möhringen 켈리 막사
- 제800전투지원중대 (정비 관리) - Nellingen Nellingen 막사
- 제1전투지원대대 (지역 정비)(직접지원/종합 지원)
- 제71전투지원대대 (지역 정비)(직접지원/종합 지원)
- 제87전투지원대대 (지역 정비)(직접지원/종합 지원)
- 제38인사행정대대
- 제6930민간노무단, HQ - 에슬링겐 펑커 막사
  - 제8902민간노무단 - 에슬링겐 펑커 막사
  - 제8904민간노무단 - 아우크스부르크 Reese 막사
  - 제8905th CLS - 에슬링겐 펑커 막사
  - 제8906민간노무단 - 에슬링겐 펑커 막사

#### 1988년 10월 11일
- 특수병력대대
  - 제800근무중대 (군단물자관리원)
  - 제229수송중대 (이동통제관)
  - 제16데이터처리부대 DPU
  - 제11화학중대
  - 제51화학중대
  - 제242화학분견대
- 제7군단지원단; 1985년, 재소집됨.
  - 제1정비대대
  - 제71정비대대
  - 제87정비대대
  - 제13보급근무대대
- 제30의무단; 1979년 10월 26일, 전속함.
  - 제52의무대대
  - 제56의무대대
    - 제47의무분견대 (구급 헬리콥터); 1961년 8월 21일, 제421의무중대 (항공 구급대)로 재편성.

  - 제128후송병원; 1955년 1월 17일, 재소집; 1972년 9월 29일, 전투지원병원으로 재편성.
  - 제247의무분견대 (구급 헬리콥터)
- 제4수송대대 (트럭)
- 제101병기대대
- 제159항공연대, 7대대
- 제6930민간지원소

## 기록

### 소속
1. 제7군 지원사령부, 1965년 6월 24일
2. 제7(VII)군단,1969년 6월 2일

### 계보
- 1957년 7월 1일 - 2rd Support Brigade (2nd SUPBDE)→제2지원여단
- 1969년 3월 1일 - VII Corps Support Command (VII COSCOM)→제7군단 지원사령부
- 1973년 1월 15일, 2nd Support Command (2nd SUPCOM)→제2지원사령부
- 1978년 10월 21일, 2nd Corps Support Command (2nd COSCOM)→제2군단지원사령부

### 전역
| 스트리머   | 내역               |
| ---------- | ------------------ |
| 서남아시아 | 서남아시아, 1990년 |
| 서남아시아 | 서남아시아, 1991년 |

## 참고
1. ↑  “51st Maintenance Battalion”. 《globalsecurity.org》 (영어). 2011년 5월 7일. 2019년 12월 14일에 확인함.

- “7th Army Support Command”. 《U.S. Army in Germany》 (영어). 2019년 12월 14일에 확인함.
- “2nd Support Command”. 《U.S. Army in Germany》 (영어). 2019년 12월 14일에 확인함.